# Ulica Miła w Warszawie

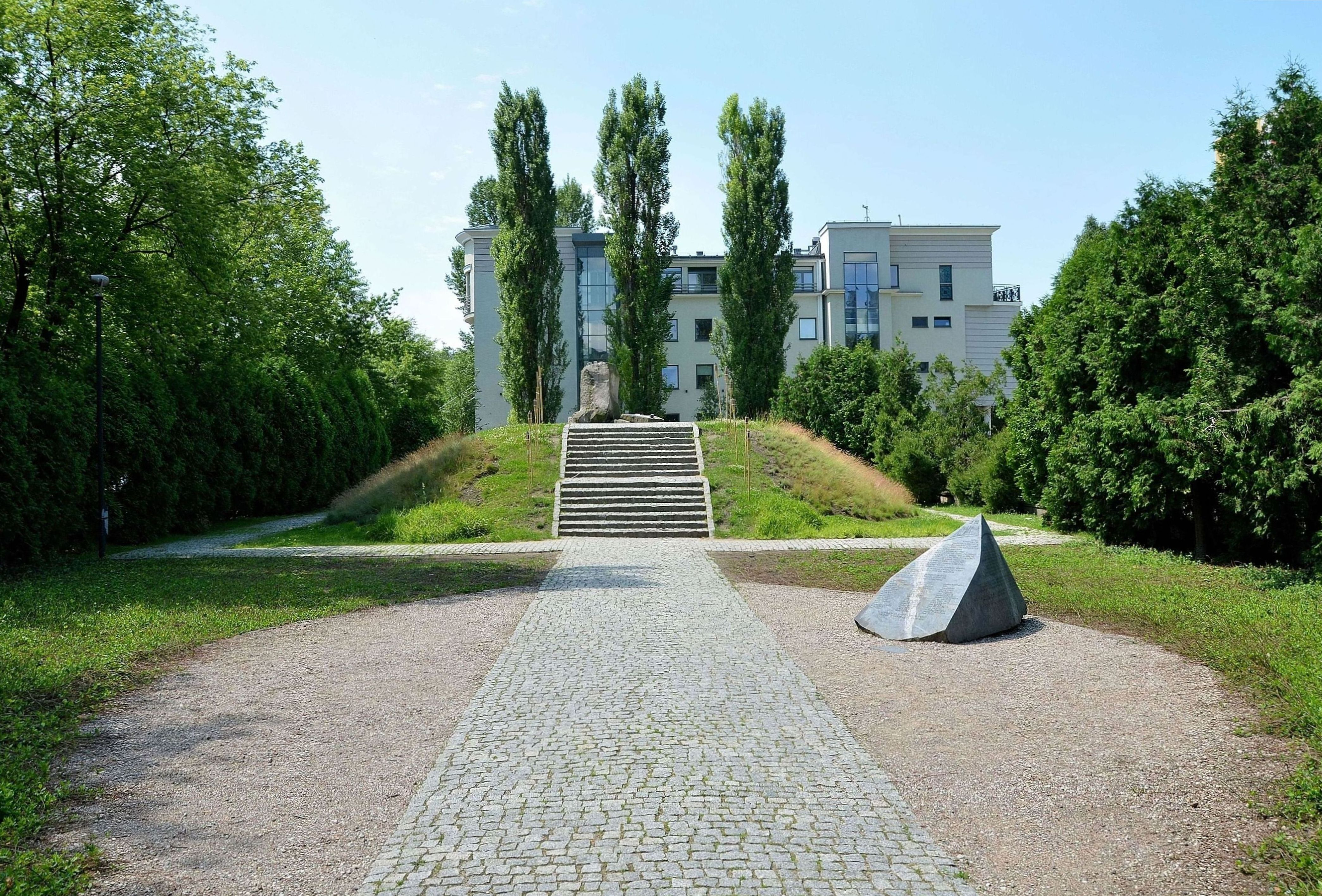
Kopiec Anielewicza

Ulica Miła – ulica w dzielnicach Wola i Śródmieście w Warszawie.

## Historia
Dawna droga narolna. Jako ulica została wytyczona w roku 1770 i pierwotnie, do roku 1943, biegła od placu Muranowskiego do ul. Smoczej; w późniejszym okresie istnienia ulicy jej początkowy odcinek zanikł, i rozpoczynała ona swój bieg od ul. Zamenhofa.
Pierwsza zabudowa ulicy powstała przed rokiem 1829 i była wyłącznie drewniana; z zakładów produkcyjnych tamtego czasu wiadomo jedynie o garbarni białoskórniczej pod nr. 11 należącej do Lewka Perlmuttera, później − do Daniela Kunischa.
Przed rokiem 1873 wytyczono na nowo zachodni odcinek ulicy, przecinając gliniankę istniejącą jeszcze kilka lat później.
W okresie intensywnego ruchu budowlanego 1873−82 przy ulicy powstało wiele nowych oficyn i budynków mieszkalnych, częściowo jeszcze drewnianych.
W roku 1880 powstała kamienica pod nr. 35 zaprojektowana przez Ludwika Kwiatkowskiego; budynek liczył trzy piętra i był posadowiony na mieszczących sklepy suterenach.
Fasadę owej kamienicy ozdobił tandetny sztukatorski wystrój z gipsu i blachy cynkowej; stał się jednak inspiracją dla wystrojów okolicznych kamienic i był wielokrotnie przetwarzany i powielany.
Mieszkańcami tych domów była uboga ludność wyznania mojżeszowego; ul. Miła leżała w centrum dzielnicy żydowskiej, której głównymi ulicami były Franciszkańska, Gęsia i Nalewki.
Niewiele wiadomo o kamienicach powstających przy ulicy w latach dziewięćdziesiątych XIX stulecia, poza tym, że były schematyczne i tandetnie wykonane.
Przy Miłej w tamtych czasach wiele było prywatnych „handelków”, sklepików oferujących dość szeroki asortyment - od lekarstw i futer po drewno stolarskie i wino. Z firm produkcyjnych wyróżniały się warzelnia soków „Santè”, oraz wytwórnia lamp Ch. Gutgolda. 
Na posesji numer 45 działała szwalnia nr. X Warszawskiego Towarzystwa Dobroczynności dająca pracę ubogim dziewczętom, oraz ochronka dla dzieci żydowskich.
Przełom XIX i XX wieku przyniósł realizacje nowych kamienic, o nieco staranniejszym i z reguły neobarokowym wystroju; ich gabaryt dochodził do czterech pięter. 
W 1908 roku w kamienicy pod numerem 64 urodził się Józef Rotblat, laureat Pokojowej Nagrody Nobla w 1995 roku.
W latach dwudziestych XX wieku sporo inwestowała w nieruchomości ówczesna Pocztowa Kasa Oszczędności; przy Miłej nabyła dwie kamienice nadbudowane po tym czasie o kolejne kondygnacje.
Około roku 1930 rozebrano trzypiętrowy dom drewniany u zbiegu z ulicą Ksawerego Druckiego - Lubeckiego (dziś jest to fragment al. Jana Pawła II); poza tym działalność budowlana przy ulicy ograniczała się głównie do nadbudowywania istniejących budynków lub wystawiania nowych oficyn. Szeregowa i pozbawiona luk zabudowa Miłej sprawiła, że okres kolejnego ożywienia budowlanego w mieście (lata 1934-39) nie przyniósł w sumie nowych realizacji; ulica należała wtedy do najbardziej zaniedbanych w Warszawie, zaś jej mieszkańcami była głównie żydowska biedota.
Zabudowa ulicy ucierpiała podczas obrony Warszawy we wrześniu 1939. W listopadzie 1940 ulica w całości została włączona do getta.
W dniach 6–11 września 1942, podczas wielkiej akcji deportacyjnej, pomiędzy ulicami: Smoczą, Gęsią, Zamenhofa, Szczęśliwą i placem Parysowskim zgromadzono ok. 100 tys. mieszkańców getta („kocioł na Miłej” lub „kocioł na Niskiej”). W wyniku selekcji 32 tys. osób otrzymało „numerki na życie” i mogło pozostać w getcie, 2,6 tys. zastrzelono, a ponad 54 tys. wywieziono do obozu zagłady w Treblince.
W czasie powstania w bunkrze przy Miłej 29 znajdował się sztab Żydowskiej Organizacji Bojowej. Po jego wykryciu przeniósł się do schronu przy Miłej 18. 8 maja po tym, jak bunkier został otoczony przez Niemców i kolaborujące z nimi oddziały ukraińskie, żydowscy bojowcy z dowódcą Mordechajem Anielewiczem i jego dziewczyną Mirą Fuchrer odmówili poddania się i popełnili zbiorowe samobójstwo. Obecnie w miejscu zniszczonego bunkra znajduje się upamiętnienie nazywane Kopcem Anielewicza.
Podczas walk całą zabudowa została spalona, a następnie zrównana z ziemią; w okresie powojennym zmieniono zupełnie przebieg dawnych Nalewek i zlikwidowano plac Muranowski. Tym samym skasowaniu uległ początkowy odcinek ulicy, co w pewnym rekompensuje jej przedłużenie w okresie powojennym do ul. Esperanto. Powojenna zabudowa osiedla Muranów wzniesiona według projektu Bohdana Lacherta w niczym nie nawiązuje do historycznego wyglądu ulicy.

## Ważniejsze obiekty
- Kopiec Anielewicza
- Trakt Pamięci Męczeństwa i Walki Żydów – dwa kamienne bloki upamiętniające Mordechaja Anielewicza oraz Arie Wilnera (przy skrzyżowaniu z ulicami Zamenhofa i Dubois)
- LXXXI Liceum Ogólnokształcące im. Aleksandra Fredry
- XLV Liceum Ogólnokształcące im. Romualda Traugutta